# Euzosteria elegans
Euzosteria elegans är en kackerlacksart som beskrevs av M. Josephine Mackerras 1965. Euzosteria elegans ingår i släktet Euzosteria och familjen storkackerlackor. Inga underarter finns listade i Catalogue of Life.